# Psárov
Psárov är en ort i Tjeckien.   Den ligger i regionen Södra Böhmen, i den centrala delen av landet, 90 km söder om huvudstaden Prag. Psárov ligger 547 meter över havet och antalet invånare är 151.
Terrängen runt Psárov är lite kuperad. Runt Psárov är det ganska glesbefolkat, med 26 invånare per kvadratkilometer. Närmaste större samhälle är Sezimovo Ústí, 17,6 km väster om Psárov. Omgivningarna runt Psárov är en mosaik av jordbruksmark och naturlig växtlighet.